# Чувной-суо
Боло́то Чу́вной-су́о — государственный болотный заказник в Пряжинском районе Республики Карелия, особо охраняемая природная территория.
Заказник расположен вблизи озера Сямозеро, в 6 км на юго-восток от посёлка Сяпся.
Заказник учреждён Постановлением Совета министров Карельской АССР № 254 от 3 июня 1974 года как сложная болотная система, эталонная для природных ландшафтов южной части Карелии, ягодник поляники, клюквы и морошки.